# Stefania (tramhalte)
Stefania (Frans: Stéphanie) is een tram- en bushalte van de Brusselse vervoersmaatschappij MIVB, gelegen in de gemeente Brussel-stad.

## Geschiedenis
Stefania is een belangrijk kruispunt van verschillende tramlijnen, die doorheen de tijd veel veranderingen heeft gekend.
Tot en met 1 juli 2007 werd de tramhalte bediend door tramlijn 91 dat tussen Louiza en Stalle (P) reed. Op 2 juli 2007, ter gelegenheid van de herschikking van het tramnet, werd het trajectdeel Louiza — Janson overgenomen door de tramlijn 97.
Ook tramlijn 93 bediende tot en met 30 juni 2007 de halte Stefania, nadat deze afgeschaft werd. Pas enkele jaren nadien, werd tramlijn 93 op 31 augustus 2013 opnieuw bediend, deze keer ten gevolge van de splitsing van tramlijn 94 in twee aparte lijnen. Sinds 29 september 2018 rijdt de voormalige tramlijn 94 na verlenging van het traject met het nummer 8.

## Situering
De halte Stefania is zoals hierboven vermeld een kruispunt, gelegen ter hoogte van het Stefaniaplein. Vanuit Louiza rijden tramlijnen 92 en 97 in de Waterloosesteenweg, en houden er ook halte. Tramlijnen 93 en 94 rijden rechtdoor verder in de Louizalaan, en houden er halte ter hoogte van het Steigenberger hotel. Zowel richting Janson als Legrand is na de halte Stefania een overloopwissel aanwezig om van spoor en rijrichting te kunnen veranderen bij eventuele onderbrekingen van het tramverkeer.
Het wegverkeer ter hoogte van het Stefaniaplein veloopt tamelijk moeizaam, waardoor de trams richting Waterloosesteenweg regelmatig het slachtoffer zijn van files. In de Louizalaan heeft de tram een eigen bedding waardoor het ontstapt aan de files. Onder het Stefaniaplein loopt ook de Stefaniatunnel.
Ter hoogte van het gemeenschappelijk traject tussen Stefania en Louiza, is een spookgedeelte van het metrostation Louiza gebouwd in 1985. De plannen bestonden erin om een aansluiting te voorzienen met het metrogedeelte, onder de bestaande metrotunnel van metrolijnen 2 en 6. Met de mobiliteitsproblemen in de "Louizahals" werd de oplossing om dat deel in dienst te stellen, al meermaals op tafel gelegd maar steeds afgewezen.

## Afbeeldingen

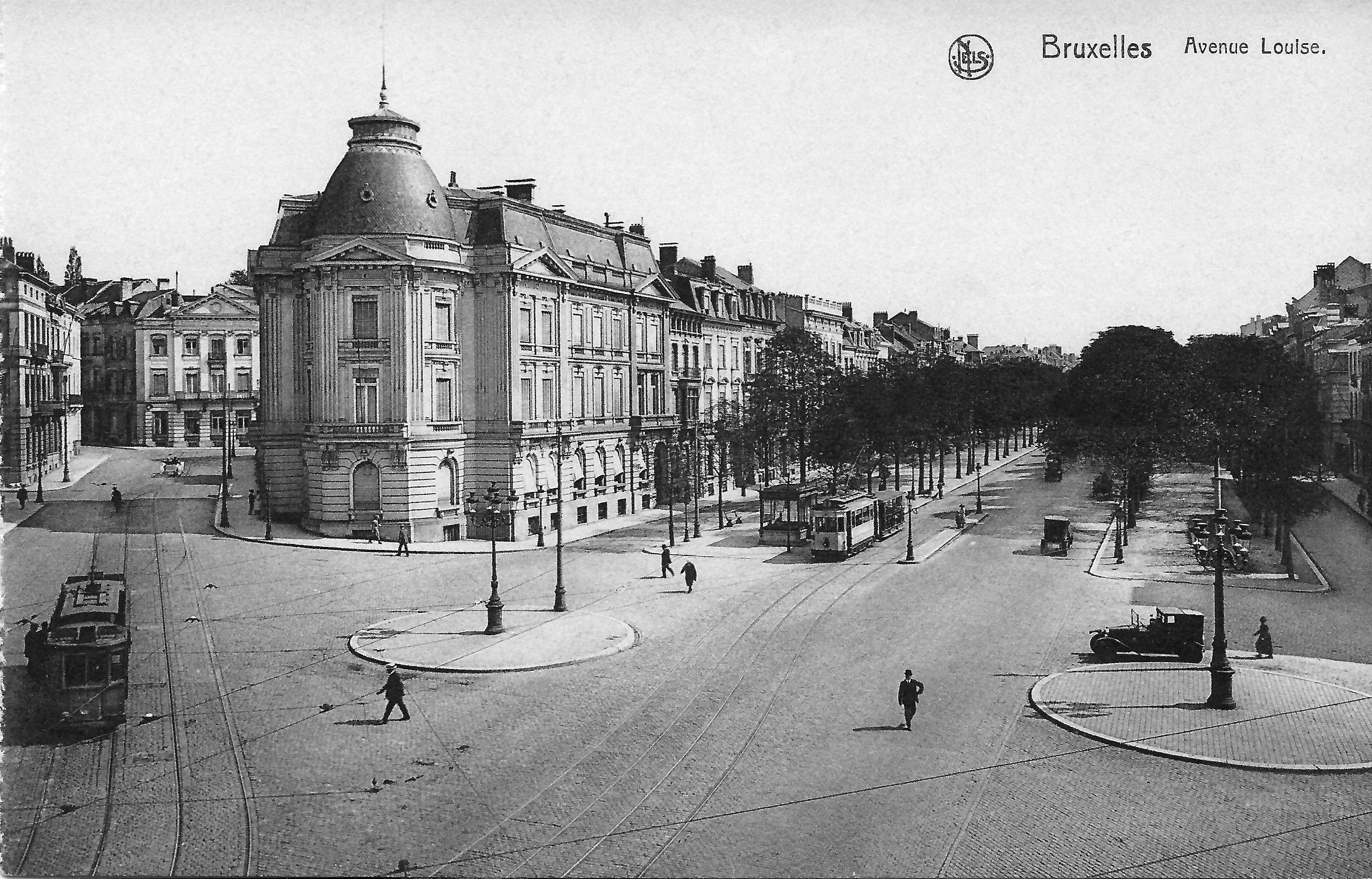
Stefaniaplein (1920)
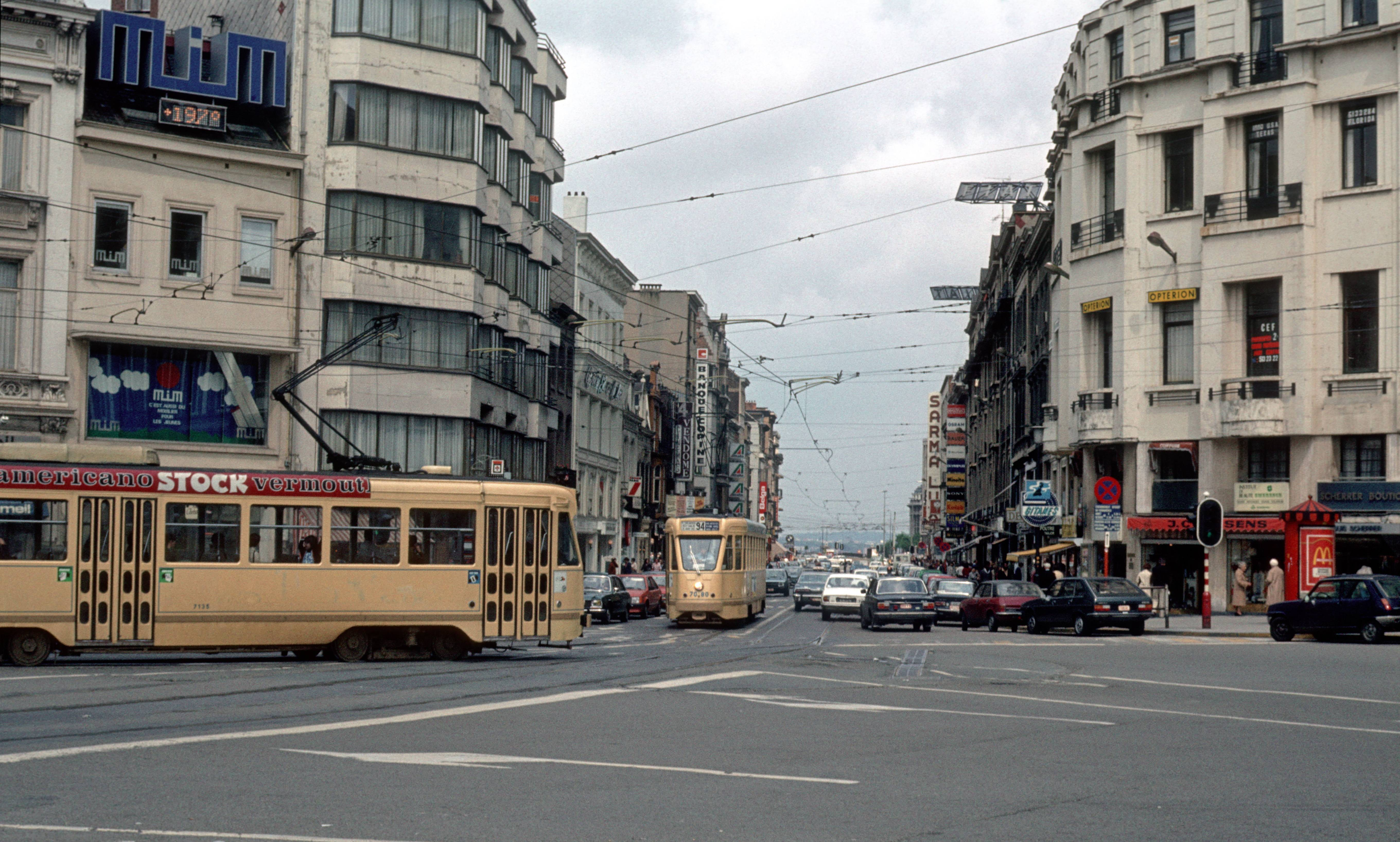
Stefaniaplein (1980)

Louiza · 
Stefania · 
Defacqz · 
Baljuw · 
Vleurgat · 
Abdij · 
Legrand · 
Ter Kameren-Ster · 
Buyl · 
Johanna · 
ULB · 
Solbos · 
Marie-José · 
Brazilië · 
Boondaal Station · 
Renbaan van Bosvoorde · 
Lieveheersbeestjes · 
Bosvoorde Station · 
Delleur · 
Wiener · 
Valkerij · 
Tenreuken · 
Seny-park · 
Herrmann-Debroux · 
Oudergem-Shopping · 
Vorstrondpunt · 
Empain · 
Trammuseum · 
Bronnenpark · 
Voot · 
Woluwe Shopping · 
Roodebeek
Legrand · 
Abdij · 
Vleurgat · 
Baljuw · 
Defacqz · 
Stefania · 
Louiza · 
Poelaert · 
Kleine Zavel · 
Koning · 
Paleizen · 
Park · 
Congres · 
Kruidtuin · 
Gillon · 
Sint-Maria · 
Lefrancq · 
Liedts · 
Thomas · 
Masui · 
Jules De Trooz · 
Over de Bruggen · 
Prinses Clementina · 
Moorslede · 
Bockstael · 
Jacob Fontaine · 
Jetse Haard · 
Kerkhof van Jette · 
Guillaume de Greef · 
Brugmann-ziekenhuis · 
Polikliniek Brugmann · 
Stiénon · 
Stadion